# Volotea
Volotea — іспанська бюджетна авіакомпанія, заснована в 2011 році і почала польоти в березні 2012 року. Штаб-квартира розташована в Барселоні.
Рейси авіакомпанії виконуються в багато аеропортів Іспанії, Італії, Франції та Греції, а також до Відня, Праги та Спліту.

## Флот
Флот на лютий 2019:
| Тип             | В дії | Замовлено | Пасажиромісткість | Примітки |
| --------------- | ----- | --------- | ----------------- | --- |
| Airbus A319-100 | 14    | 3         | 150               | |
| Boeing 717-200  | 17    | —         | 125               | Volotea is currently the only European operator of the Boeing 717. To be phased out and replaced by more Airbus A320 family aircraft |
| Разом           | 31    | 3         |                   | |